# Гіеталагті (стадіон)
«Гіеталагті стадіон» або «Еліса стадіон» (фін. Hietalahden jalkapallostadion, Elisa Stadion) — футбольний стадіон у місті Вааса, Фінляндія, домашня арена ФК «Ваасан Паллосеура».
Стадіон побудований та відкритий у 1936 році. 1995 року реконструйований, у результаті чого вилучено бігові доріжки та встановлено системи автоматичного поливу та обігріву поля. У 1998 році встановлено потужність 4 500 глядачів, 1 300 місць з яких накриті дахом. Протягом 2015—2016 років здійснено капітальну реконструкцію арени, у ході якої було споруджено нову U-подібну трибуну місткістю 6 005 місць.
У 2015 році арену перейменовано на «Еліса стадіон», що пов'язано із укладеним комерційним контрактом з однойменною компанією.